# Giornata internazionale del bacio
La giornata internazionale del bacio si celebra il 13 aprile perché è contestuale al record del bacio più lungo del mondo, ma anche viene celebrata il 6 luglio.

## Origine
Questa data è stata scelta grazie al bacio più lungo della storia, che è durato 58 ore e che ha avuto per protagonista una coppia thailandese durante una gara. La coppia ha battuto il suo stesso record di 46 ore consecutive.
Il 13 aprile 1896, inoltre, ha visto l'uscita nelle sale del film The Kiss, diretto da William Heise, con protagonisti May Irwin e John C. Rice. Si tratta di un cortometraggio di circa 18 secondi che raffigura una rievocazione del bacio tra i due attori nella scena finale del musical teatrale The Widow Jones di John J. McNally.

## Altre date
È rilevante notare, inoltre, che anche il 6 luglio è stato dichiarato il Giorno Internazionale del Bacio ma, in questo caso, la data è stata decisa in Inghilterra nel 1990 e ad oggi ci si riferisce a questa data come National Kissing Day, sebbene spesso si trovi indicata come una ricorrenza a livello mondiale, generando quindi una certa confusione. In altre parti del mondo, il 6 luglio viene invece considerato il Giorno Internazionale del Bacio Rubato.
Negli Stati Uniti, la Giornata Nazionale del Bacio è considerata essere il 22 giugno di ogni anno.
In India, invece, si è soliti considerare come Giornata del Bacio il 13 febbraio di ogni anno, quindi il giorno che precede San Valentino.